# Micrathyria hypodidyma
Micrathyria hypodidyma is een libellensoort uit de familie van de korenbouten (Libellulidae), onderorde echte libellen (Anisoptera).
De wetenschappelijke naam Micrathyria hypodidyma is voor het eerst geldig gepubliceerd in 1906 door Calvert.